# ستيفن بيكاسي
ستيفن بيكاسي (بالإنجليزية: Stephen Bekassy)‏ مواليد 10 فبراير 1907 في نيرغهازا - الوفاة 30 أكتوبر 1995 في بودابست، هو ممثل أمريكي بدأ مسيرته الفنية سنة 1930. من أعماله فيلم أسير الحرب. امتدت مسيرته الفنية لأكثر من 34 عاما.

## روابط خارجية
- ستيفن بيكاسي على موقع IMDb (الإنجليزية)
- ستيفن بيكاسي على موقع روتن توميتوز (الإنجليزية)
- ستيفن بيكاسي على موقع ألو سيني (الفرنسية)
- ستيفن بيكاسي على موقع أول موفي (الإنجليزية)
- ستيفن بيكاسي على موقع قاعدة بيانات برودواي على الإنترنت (الإنجليزية)
- ستيفن بيكاسي على موقع قاعدة بيانات الأفلام السويدية (السويدية)
- ستيفن بيكاسي على موقع قاعدة بيانات الفيلم (الإنجليزية)
- ستيفن بيكاسي على موقع كينوبويسك (الروسية)